# Фонтан (митологија)
Фонтан (лат. Fons) је син бога Јануса и нимфе Јутурне, бог извора и изворске воде.

## Митологија
Фонтан је један од најстаријих богова римске митологије. Храм који је посвећен Фонтану налазио се на брежуљку Јаникулу, данашњем Гианицолу.
На дан 15 октобра, у Риму су се одржавале светковине посвећену Фонтану. Тога дана су се бунари китили венцима цвећа, а у изворе су се бацали букети цвећа.